# Sorex rohweri
Sorex rohweri é uma espécie de musaranho da família Soricidae. Pode ser encontrada em treze localidades no noroeste do estado de Washington, Estados Unidos e, em recente descoberta,  em Burns Bog, Delta (Colúmbia Britânica), no Canadá.